# KickassTorrents
KickassTorrents (afgekort K.A.T.) is een website die BitTorrent-bestanden en magneetlinks indexeert. Volgens Alexa behoorde de website in november 2014 tot de meest bezochte websites ter wereld.
KickassTorrents zegt dat het voldoet aan de DMCA en dat het torrents die inbreuk maken op het auteursrecht verwijdert als dit gevraagd wordt door de eigenaren.
Onder andere het domein kickass.to werd geblokkeerd door het Amerikaanse ministerie van justitie. De 30-jarige Artem Vaulin, de vermeende Oekraïense oprichter en eigenaar van KickassTorrents werd in juli 2016 op verzoek van het Amerikaanse ministerie van justitie in Polen aangehouden op verdenking van het schenden van auteursrechten.